# Menstruation

Menstruationszyklus

Die Menstruation, Monatsblutung und die Menses sind Bezeichnungen für die periodisch wiederkehrende Blutung aus der Gebärmutter einiger Tierarten und des Menschen mit Abstoßung der Gebärmutterschleimhaut, die bei einer Dauer von durchschnittlich vier bis fünf Tagen (Menstruationstage) umgangssprachlich auch kurz Periode genannt wird. Die erste Menstruation wird Menarche genannt, die letzte Menstruation heißt Menopause. Sie markieren den Beginn (Geschlechtsreife) und das Ende der körperlich fruchtbaren Zeit im Leben einer Frau beziehungsweise eines weiblichen Körpers.
Das Wort leitet sich ab von lateinisch menstruus „monatlich“ (zu mensis „Monat“), weil der Menstruationszyklus beim Menschen wie der Mondmonat ungefähr 28 Tage dauert. Synonyme sind Regel, Mens, Tage oder Menorrhö (von altgriechisch μήν „Monat“ und ῥέω „ich fließe“; veraltet auch Monatsfluss).
Die Menstruation tritt ausschließlich bei Säugetieren auf und ist auf einige wenige Arten beschränkt. Sie kommt bei den afrikanischen Rüsselspringern, Stachelmäusen und einigen Fledermausarten vor, sowie bei den höheren Primaten einschließlich des Menschen. Einige Evolutionsbiologen schätzen den Anteil der menstruierenden Säugetiere auf ungefähr 1 %. Alle anderen etwa 5500 bekannten Säugetierarten haben statt eines Menstruationszykluses einen Brunstzyklus.

## Biologie
Der erste Tag der Menstruation definiert den Beginn des Menstruationszyklus, der über seine hormonellen Regelkreise zur Reifung eines Graafschen Follikels, zum Eisprung und zur Vorbereitung der Gebärmutterschleimhaut für die Einnistung der schließlich befruchteten Eizelle führt. Im Durchschnitt werden beim Menschen 50 ml, maximal 80 ml Flüssigkeit ausgeschieden.

### Menstruationsflüssigkeit
Die Menstruationsflüssigkeit besteht überwiegend aus leicht verdünntem Blut, enthält aber auch Vaginalsekret, abgestoßene Gebärmutterschleimhaut und Bakterien.
Es kann auch geronnenes Blut (Koagel) zu finden sein. Das Gerinnen von Blut ist ein natürlicher Prozess, welcher der Blutstillung dient und kein Krankheitssymptom.
Die Menstruationsflüssigkeit und Koagel können aufgrund unterschiedlicher Konzentration des roten Blutfarbstoffs und dessen Sauerstoffsättigung unterschiedliche Farben aufweisen. Meist erscheinen sie zum Anfang und zum Ende der Menstruation in einem hellrot, zur Mitte der Menstruation dunkler.

### Zyklus
Das Ausbleiben der Menstruation wird als Amenorrhoe bezeichnet. Das Ausbleiben der Menstruation nach einer Empfängnis ist das erste deutlich wahrnehmbare Anzeichen des Beginns einer Schwangerschaft.
Bei starkem und übermäßigem Monatsfluss (über 80 ml) spricht der Mediziner von Hypermenorrhoe. Eine zu häufige Menstruation mit einem Intervall unter 25 Tagen wird als Polymenorrhoe bezeichnet. Bei einem Intervall von mehr als 35 Tagen spricht man von Oligomenorrhoe. Auslöser der Blutung ist die bei Primaten periodisch auftretende Abstoßung der Gebärmutterschleimhaut, die bei der Frau ungefähr alle 28 Tage ±3 Tage erfolgt und etwa drei bis sieben Tage dauert.

#### Beschwerden
Eine deutlich schmerzhafte Menstruation wird Dysmenorrhoe genannt. Sie kann ein Krankheitszeichen sein und sollte daher medizinisch abgeklärt, bei entsprechendem Leidensdruck auch behandelt werden.

#### Andere Lebewesen
Wildlebende weibliche Tiere menstruieren nur selten, denn selbst wenn sie, wie Bonobos, nicht nur einmal im Jahr empfängnisbereit sind, findet zumeist eine Befruchtung statt. Dies liegt unter anderem daran, dass viele Tiere eine sogenannte induzierte Ovulation haben. Das heißt: Einen Eisprung gibt es bei ihnen nur bei der Paarung beziehungsweise kurz davor.

## Evolution
Es gibt verschiedene Theorien über die Evolution der Menstruation. Ihr adaptiver Wert ist aufgrund der Seltenheit der Menstruation in der Tierwelt fraglich.
Eine Theorie besagt, dass die Menstruation sich entwickelt hat, um Gebärmutter und Eileiter von an Spermien anheftenden Krankheitserregern zu reinigen, indem infizierte Teile der Gebärmutterschleimhaut entfernt werden, während Immunzellen in die Gebärmutter vorstoßen.
Eine weitere Hypothese besagt, dass die Gebärmutterschleimhaut abgestoßen wird, da die zyklische Regression und Erneuerung energetisch günstiger ist als die ständige Aufrechterhaltung der Gebärmutterschleimhaut in dem metabolisch aktiven Zustand, der für die Einnistung einer Zygote notwendig ist. Daher könnten die im Vergleich zu anderen Spezies starken Blutungen von Menschen und Schimpansen auf die relative Größe der Gebärmutter in Bezug auf die Körpergröße und die im Verhältnis kleinen Blutgefäße zurückgeführt werden.
Ebenso wird es für möglich gehalten, dass die Menstruation Gebärmuttergewebe im Sinne einer „Vorkonditionierung“ auf das hohe Maß an Entzündung und oxidativem Stress vorbereitet, das beim Menschen mit der tiefen Plazentation einhergeht.
Eine weitere Theorie geht davon aus, dass die Menstruation mechanistische Folge der spontanen Dezidualisierung (Umformung der Zellen in der Gebärmutter) ist, was von der Korrelation zwischen spontaner Dezidualisierung und Menstruation bei verschiedenen Spezies unterstützt wird.
In den meisten Spezies geschieht die Dezidualisierung nicht spontan, sondern wird erst durch embryonale Signale ausgelöst. Die spontane Dezidualisierung könnte jedoch das Abstoßen defekter Embryonen erleichtern, d. h. sie könnte sich in höheren Primaten aufgrund eines Konflikts zwischen Mutter und Fötus entwickelt haben, der entschieden wurde, indem sich weibliche Primaten - ohne vom Fötus ausgehende Signale - bereits auf die Schwangerschaft vorbereiten.
Forschende überlegen ebenso, ob der Unterschied zwischen menstruierenden und nicht menstruierenden Säugetieren durch Aktivieren oder Blockieren eines Genoms zustande kommen kann.

## Geschichte
In der abendländischen Medizin galt die als Reinigungsvorgang angesehene Menstruation lange Zeit als unerlässliche Voraussetzung für die Erhaltung der Gesundheit und der Fruchtbarkeit von Frauen, wobei der weibliche Körper periodisch von überschüssigen Substanzen befreit wird.
Nicht nur Kontakt mit Menstruationsblut macht laut Tora und jüdischer Tradition zufolge Gegenstände und Lebewesen für einen fest definierten Zeitraum unrein, sondern die Tatsache, dass (nach jüdischem Glauben) im Körper der Frau ein Absterbeprozess stattgefunden hat, sie deswegen als „unrein“ betrachtet wird und diese Unreinheit auch übertragen kann.

„Hat eine Frau Blutfluss und ist solches Blut an ihrem Körper, soll sie sieben Tage lang in der Unreinheit ihrer Regel verbleiben. Wer sie berührt, ist unrein bis zum Abend.“

In hinduistischen Traditionen kann die Anwesenheit einer Frau während ihrer Tage bei einem religiösen Ritus zu dessen Wirkungslosigkeit oder schlimmer, zu dessen Umkehrung führen. Im Judentum und Islam ist es während der Periode den Ehepartnern nicht erlaubt, miteinander den Geschlechtsakt zu vollziehen, während dieser Zeit ist der muslimischen Frau auch das typische rituelle Gebet nicht erlaubt.

## Aberglaube
Bis heute hält sich bei einigen der jahrhundertealte Aberglaube von der Schädlichkeit des Menstruationsbluts oder der Körperflüssigkeiten menstruierender Frauen. Demzufolge sollten menstruierende Frauen beispielsweise keine Sahne schlagen, da diese sonst schlecht würde, kein Obst und Gemüse einkochen, nicht beim Schlachten helfen oder nur mit Haushaltshandschuhen putzen.
In der heutigen Zeit sterben Menstruationsmythen zunehmend aus. Wissenschaftlich gesehen gibt es nichts, was diesen Aberglauben stützen könnte. Im Menstruationssekret sind normalerweise keine Gifte oder Viren enthalten, die nicht auch in normalem Blut vorhanden wären, obwohl lange über Stoffe wie Menotoxin diskutiert wurde. Daraus folgt jedoch auch, dass Erreger, die durch den Kontakt mit infektiösem Blut übertragen werden können, z. B. Hepatitis B oder HIV, über Menstruationssekret und benutzte Hygieneprodukte zu Infektionen führen können. Die Vaginalflora enthält zudem Keime, die das Menstruationssekret zersetzen und so zu einem unangenehmen Geruch führen können.
Im historischen Kontext werden einige Menstruationsgebote verständlich. Im Mittelalter gab es kein fließendes Wasser in Häusern und Wohnungen, weder Unterwäsche noch Einwegbinden. Textilien waren teuer, sodass auch einfache Stoffbinden weitgehend unbekannt waren. Das Menstruationssekret lief an den Innenseiten der Oberschenkel hinab zu den Füßen und konnte so auch Gegenstände des alltäglichen Bedarfs beschmutzen. Frauen im fruchtbaren Alter durften nicht an der Weinherstellung mitwirken, da die Trauben barfuß in einem großen Bottich zertreten wurden.

## Hygiene
Zum Auffangen des Menstruationssekrets haben sich in der Gegenwart vorwiegend Einmalartikel durchgesetzt. Darunter Binden, die in der Unterwäsche getragen werden und somit außerhalb des Körpers das Blut auffangen; sowie Tampons und seltener auch Schaumstoffschwämme (Softtampons), die in die Scheide eingeführt werden und dort das Blut aufsaugen. Darüber hinaus gibt es auch mehrfach verwendbare Artikel wie Menstruationsunterwäsche, waschbare Binden aus Baumwollstoff, Naturschwämmen oder Menstruationstassen aus Latex oder medizinischem Silikon. Im Unterschied zu allen anderen Hygieneartikeln wird bei ihnen das Blut nicht aufgesogen, sondern innerhalb der Scheide in einem Becher aufgefangen, der dann ausgeschüttet, ausgewaschen und sofort wieder eingesetzt werden kann.

## Scham
Durch Menstruationsshaming entwickeln viele Personen Scham vor ihrer eigenen Periode. Es entsteht oft die Angst davor, dass andere Personen die eigene Menstruation wahrnehmen könnten. Häufig existiert das Tabu, mit anderen Menschen offen darüber zu reden.